# Canthon columbianus
Canthon columbianus är en skalbaggsart som beskrevs av Schmidt 1920. Canthon columbianus ingår i släktet Canthon och familjen bladhorningar. Inga underarter finns listade.